# Zhang Changning
Zhang Changning (chinesisch 张常宁, Pinyin zhāng cháng níng, * 6. November 1995 in Changzhou) ist eine chinesische Volleyball- und Beachvolleyballspielerin.

## Karriere Beach
Zhang Changning spielte 2010 an der Seite von Wang Fan. 2011 und 2012 war Ma Yuanyuan ihre Partnerin, mit der sie 2011 in Haikou das Endspiel der Asienmeisterschaft erreichte.

## Karriere Halle
2013 beschloss Zhang, vom Beachvolleyball zum Hallenvolleyball zu wechseln. Daraufhin wurde sie vom chinesischen Verband bis Ende 2013 gesperrt. Seit 2014 spielt die Außen- und Diagonalangreiferin bei Jiangsu ECE Volleyball und seit 2015 in der chinesischen Nationalmannschaft.  Mit ihrem Verein wurde sie 2017 chinesische Meisterin. Mit der Nationalmannschaft gewann Zhang 2016 die Goldmedaille bei den Olympischen Spielen in Rio de Janeiro. Sie wurde außerdem 2015 Asienmeisterin, 2018 Weltmeisterschafts-Dritte und gewann 2015 sowie 2019 den Weltpokal.